# Jacobo Wiesner
Jacobo Benjamín Wiesner Heckerin (Freiberg, 20 de junio de 1763 – Zipaquirá, 12 de agosto de 1842) fue un físico, químico, matemático, mineralogista e ingeniero alemán.
Wiesner viajó a América luego de que el rey Carlos III de España solicitara el apoyo de mineralogistas e ingenieros alemanes especializados. Descubrió yacimientos de hierro en Pacho, Cundinamarca (Nueva Granada) y por orden de Antonio Nariño, buscó minas de plomo. Wiesner apoyó los esfuerzos por la independencia de Colombia, y como resultado, Simón Bolívar lo nombró director general de minas de sal de Zipaquirá y Sesquilé. También es conocido por haber dirigido el drenaje de la laguna de Guatavita entre 1822 y 1823.

## Biografía

### Primeros años y estudios
Jacobo Benjamín Wiesner fue bautizado en la parroquia de Santa Virginia el 28 de junio de 1763, hijo de Christian Wiessner y Juana Dorotea Hacker, oriundos de Freiberg, Alemania. Estudió minas y metalurgia, y se graduó de la reconocida universidad de su ciudad natal, la Technische Universität Bergakademie Freiberg, en donde entabló una estrecha amistad con el naturalista Alexander von Humboldt.
En 1787, el rey Carlos III de España solicitó al elector de Sajonia el envío de varios mineralogistas capacitados para enseñar su oficio y trabajar en las minas del Nuevo Reino de Granada (actual territorio de Colombia). Fueron enviados ocho jóvenes, entre ellos Wiesner.

### Viaje a la Nueva Granada
En septiembre de 1788, los mineralogistas llegaron a Cartagena de Indias y se dirigieron a las minas de plata de Santa Ana, cerca de la ciudad de Mariquita, para trabajar bajo la dirección del Director General de Minas, Juan José D’Elhuyart. En ese momento, barón Ignaz Edler von Born había descubierto un nuevo método de refinación de metales con aplicaciones prácticas para separar trazas de oro presentes en la plata. El químico español Fausto D’Elhuyart, hermano de Juan José, había estudiado este método, al igual que los recién llegados, y lo aplicaron en la Casa de Moneda de Bogotá. Antes de la muerte de D’Elhuyart, Wiesner trabajó junto a él. En 1792, Wiesner se trasladó a Pamplona, donde se había formado una compañía anónima para explotar una mina de plata en esa provincia y una mina de oro en Girón. A la salida de Wiesner la mina de Santa Ana quedó casi abandonada, y como era la mina que proveía los metales a la Casa de Moneda de Bogotá, cuando disminuyó la copelación, se comenzó a fabricar allí moneda de baja calidad, como lo señaló Jean-Baptiste Boussingault en sus famosas Memorias en 1825, en cambio, en Girón el oro que se producía era considerado de mayor valor.

### Zipaquirá, Sequilé y Pacho

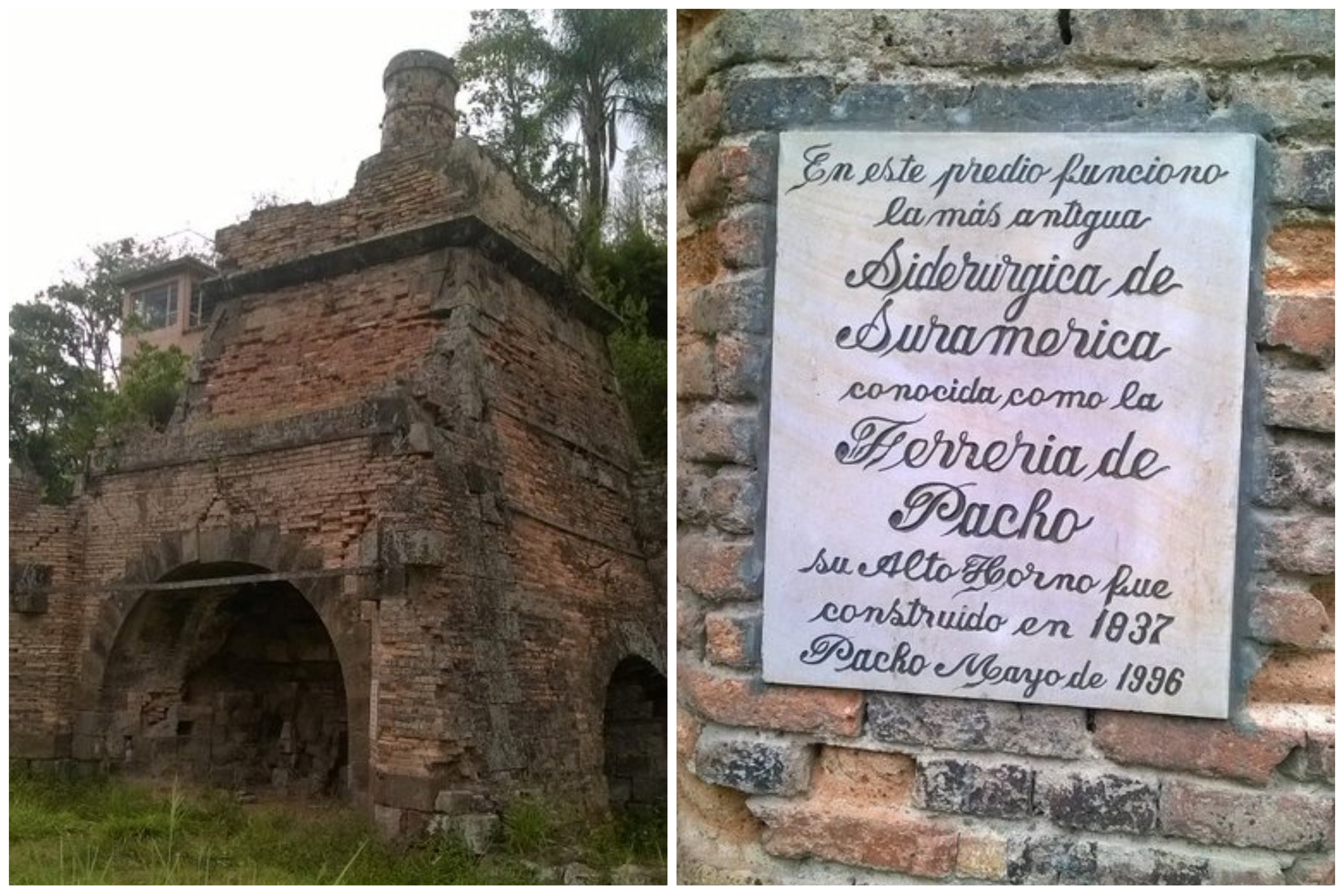
Restos del Alto Horno de la Siderúrgica de Pacho

En 1797, cuando se disolvió la compañía minera anónima, Wiesner continuó trabajando en las minas de plata de Girón, que eran propiedad de la Real Hacienda. En 1801, su compatriota, el barón Alexander von Humboldt, recomendó a las autoridades aprovechar los servicios de Wiesner, especialmente para la excavación de la mina de sal de roca de Zipaquirá, que se encontraba clausurada. En sus Memorias, Humboldt señaló que los mineralogistas alemanes recibían su salario en Honda, pero tenían poco que hacer, y que estarían mejor empleados como asistentes de Wiesner. En 1806, esta recomendación convenció al gobierno de asignar a Wiesner la inspección de la mina de sal de Zipaquirá. Wiesner pudo comenzar la excavación tras presentar un informe, el cual entregó junto con el oficial Carlos J. Urisarri. Al mismo tiempo, Wiesner revisó la mina Baja y Veta en Sesquilé y la cartografió, al igual que la mina de esmeraldas de Muzo. En 1814, por orden del presidente Antonio Nariño, Wiesner exploró el distrito de Pacho, donde descubrió varias nuevas minas metálicas, como una mina de plomo en San Miguel y una de cobre en Algodonales. Además, en compañía de los ingenieros Carlos Greiffenstein, Reginaldo Paschke, Enrique Häusler (abuelo del escritor y candidato al premio nobel de literatura León de Greiff) y los hermanos Reginaldo y William Wolf fundaron la primera siderúrgica en Sudamérica, ubicada en el municipio de Pacho en Cundinamarca.

### Director General de Minas
Dado que se requería plomo para la campaña de Bolívar para liberar el Nuevo Reino de Granada, Wiesner construyó un horno y fundió plomo, el cual envió al gobierno. Posteriormente, también obtuvo acceso a depósitos de hierro. En 1816, los españoles recuperaron el control del país durante tres años. Tras la Batalla de Boyacá, Simón Bolívar pudo entrar libremente a Bogotá. Los empleados españoles de las minas de Zipaquirá, al enterarse de que los ejércitos del rey habían sido derrotados, huyeron aterrorizados. Su huida dejó la oficina administrativa de la mina en manos de Wiesner, con una caja fuerte llena de dinero, diversos objetos personales, armas y otros bienes de valor.
“WIESNER, JACOBO— Miembro de una familia notable, nació en Freiberg, Alemania. Hábil mineralojista, injeniero y personificación de muchas virtudes. Vino a Nueva Granada en 1788 i dirijió con acierto admirable los trabajos de las minas de oro, plata y fierro en Santana, Pamplona, Jiron y Pacho. Sus trabajos en las salinas de Cipaquirá fueron tan acertados que mereció honrosísimas recomendaciones de Humbold; Wiesner se hallaba en aquellas salinas cuando llegó a Cipaquirá la noticia del triunfo de Bolívar en Boyacá (1819). Los españoles que estaban empleados en ellas abandonaron sus puestos, dejando en poder de Wiesner la oficina de venta de sales con la caja fuerte llena de dinero, varios enseres, algunas armas i objetos mui valiosos. El acrisolado aleman conservó intacto aquel tesoro i se lo presentó al Libertador a su paso por Cipaquirá”. 
Después de la Batalla de Boyacá, el 7 de agosto, Bolívar pasó por Zipaquirá, donde Wiesner aún se encontraba en las minas. Al pasar Bolívar, Wiesner le entregó todo lo que tenía bajo su custodia, tras lo cual, el 17 de septiembre de 1819, Bolívar lo nombró Director General de Minas. A partir de entonces, Wiesner construyó túneles subterráneos para alcanzar los depósitos en las salinas de Zipaquirá; también elaboró un mapa de la mina de sal de Sesquilé.

### Laguna de Guatavita y retiro
Entre 1822 y 1823, Wiesner dirigió el drenaje de la laguna de Guatavita mediante un contrato con el empresario José Ignacio París. Regresó a Pacho para iniciar la construcción de una fábrica de hierro por orden del gobernador de la provincia, Cristóbal de Vergara Azcárate y Caycedo. Wiesner construyó una estructura de cincuenta varas de largo con dos habitaciones en cada extremo, fabricó un horno y fundió mineral de hierro, pero poco después enfermó y regresó a Zipaquirá. Años más tarde, el vicepresidente Francisco de Paula Santander le asignó el cargo de Director de la mina y fábrica de sal de Zipaquirá, donde permaneció hasta su jubilación. En sus últimos años, Wiesner también se dedicó a la fabricación de jabones y velas. Su cargo fue heredado por su hijo, Pedro Francisco Wiesner Arriaga, y su nieto, Jacobo. 
"La vida de Wiesner transcurrió en lo que a lo material se refiere, en una áurea mediocritas. Lo que le sobraba lo daba a los pobres. A quienes le indicaban que debía ahorrar por si llegaba cualquiera acontecimiento imprevisto, les recordaba que no falta la Providencia, a quienes en ella esperan. Termina su biógrafo diciendo que la ancianidad de Wiesner fue una de aquellas que pudiéramos llamar envidiables: aunque octogenario, reunía en su casa a sus amistades con las que conversaba y a las que atendía. No faltaban los cantos y bailes: uno de los músicos era el propio Wiesner quien manejaba diestramente la guitarra. Murió el 12 de agosto de 1842 en Zipaquirá, a los 84 años de su edad” 
Trabajos destacados:
- Mapas de las Minas de Sesquilé.

- Túneles subterráneos de la mina de sal de Zipaquirá.

- Obra de ingeniería para drenar el Lago de Guatavita.
- Fragua de Pacho

## Reconocimiento y legado
Jacob Benjamín Wiesner contribuyó de manera decisiva al origen de los talleres metalmecánicos en Colombia durante el siglo XIX, primero trabajando en las minas de Mariquita, luego en Pamplona y más tarde en las salinas de Zipaquirá. La comisión que recibió en 1814 por parte de Antonio Nariño condujo al descubrimiento de yacimientos de plomo y ricos depósitos de hierro cerca de Pacho, hasta entonces desconocidos. 
En Pacho, hacia 1822, Wiesner instaló un taller de tamaño mediano, donde finalmente fundaría la Fragua de Pacho. La creación de este taller influyó en la metalurgia colombiana durante generaciones. En la Fragua de Pacho y, posteriormente, en las fraguas de Pradera, Samacá y Amagá, los técnicos colombianos dominaron las técnicas de la Revolución Industrial. La Fragua de Pacho, bajo la dirección de Jacob Wiesner y de los ingenieros franceses que lo sucedieron, se convirtió en una escuela práctica de producción de acero, química del hierro, mineralogía y técnicas de combustión.

## Familia
El 1 de julio de 1802, Jacob Benjamín Wiesner contrajo matrimonio con Ignacia Josefa Dolores Arraiga y Quesada en Cacota de la Matanza, Santander. La pareja tuvo nueve hijos, dando así origen al apellido y a la familia Wiesner en Sudamérica. Esta reconocida familia es una de las muchas de origen alemán que emigraron a Colombia. Durante los siglos XIX y XX, se establecieron en Zipaquirá y Bogotá, consolidándose como una familia de carácter aristocrático en la sociedad colombiana. A lo largo de las generaciones, sus descendientes han contribuido significativamente al país como ministros, economistas, abogados, ingenieros, médicos y periodistas.